# IC 1565
IC 1565 = IC 1567 ist eine cD-Galaxie vom Hubble-Typ E0 im Sternbild Fische auf der Ekliptik. Sie ist schätzungsweise 511 Millionen Lichtjahre von der Milchstraße entfernt und hat einen Durchmesser von etwa 150.000 Lichtjahren.
Im selben Himmelsareal befinden sich u. a. die Galaxien IC 1566, IC 1568, IC 1569, IC 1570.
Das Objekt wurde am 24. November 1897 vom französischen Astronomen Stéphane Javelle entdeckt.